# 大分市立南大分中学校
大分市立南大分中学校（おおいたしりつ みなみおおいたちゅうがっこう）は、大分県大分市二又にある公立中学校。

## 沿革
- 1947年（昭和22年）4月 - 学制改革により開校
- 1948年  (昭和23年)  7月 - 第一期工事本館竣工
- 1955年  (昭和30年)  5月 - 講堂兼公民館落成
- 1961年  (昭和36年)  11月 - 増築6教室竣工
- 1965年  (昭和40年)  4月 - 文部省道徳教育研究指定校
- 1968年  (昭和43年)  3月 - 新校舎落成
- 1974年  (昭和49年)  3月 - 青雲像建立
- 1976年  (昭和51年)  4月 - 城南中学校新設に伴う学校分離
- 1978年  (昭和53年)  8月 - 前庭及び中庭舗装工事完成
- 1981年  (昭和56年)  3月 - 部室(12室)新設工事完了
- 1984年  (昭和59年)  2月 - 新体育館落成記念発表会

[出典]南大分中学校公式サイト

## 交通
- バス:大分バス羽屋入口停留所下車徒歩5分南太平寺停留所下車徒歩7分
- 鉄道:JR九州久大本線南大分駅下車徒歩12分

## 学校経営
- 学校教育目標:自他を敬愛し，勤労を尊び，磨かれた知性と豊かな情操をもった　行動力のある心身ともに健全な生徒を育成する
- スローガン:南中は3つのがっこう「学校」「合校」「楽校」
- キーワード: 南中3つのあい「学びあい」「認めあい」「支えあい」

## 部活動

### 運動部
- 陸上（男女）
- 新体操・体操競技（社会体育部）
- 野球（男女）
- 柔道（男女）
- 剣道（男女）
- 卓球（男女）
- ソフトテニス（男女）
- 硬式テニス（男女・社会体育部）
- バスケットボール（男女）
- バレーボール（男女）
- サッカー（男女）
- 水泳（男女）

### 文化部
- 吹奏楽
- 美術
- 合唱

## 著名な出身者
- さくらいゆり - 元レースクイーン、元タレント
- 平川雄一朗 - 演出家、映画監督
- 畠中清羅 - 元乃木坂46
- 佐藤哲 - (洋画家)
- 常廣羽也斗 - 広島東洋カープ プロ野球選手

## 不祥事
2009年から2013年の間に剣道部で暴行事故が起こった。